# Fondation de Bruxelles
 (décembre 2021).
Pour un article plus général, voir Histoire de Bruxelles.
La fondation de Bruxelles décrit les aspects historiques de la naissance de la ville de Bruxelles.

## Incertitudes sur l'origine de la fondation de Bruxelles

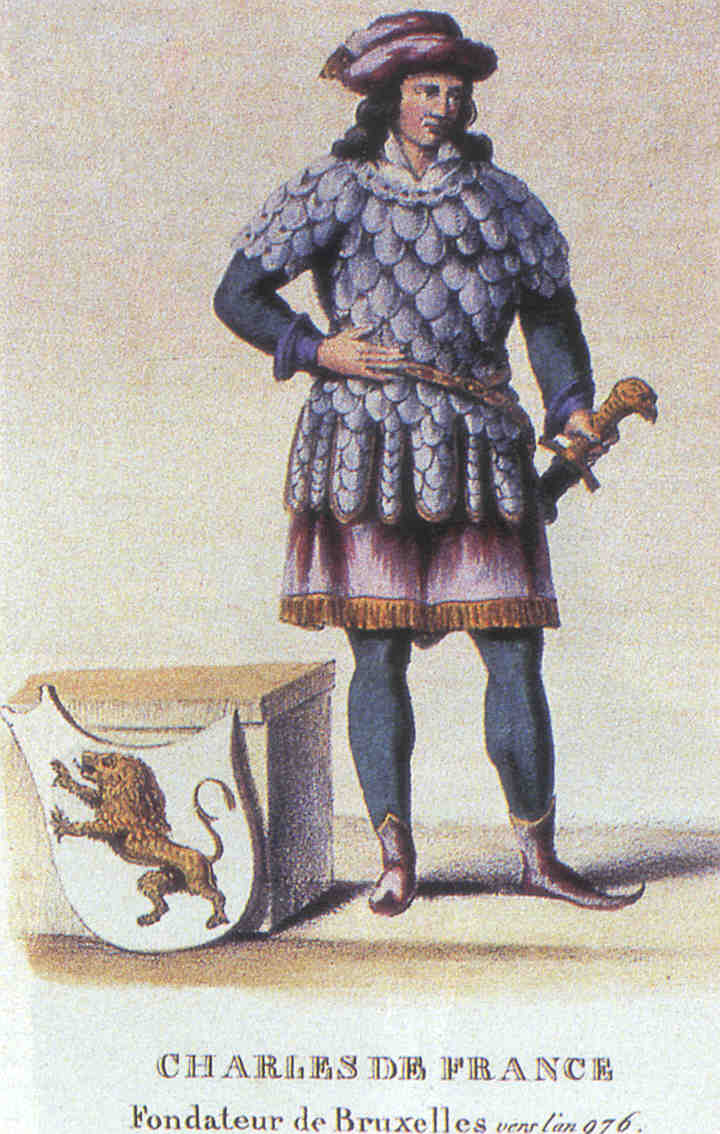
Charles de France ou de Basse-Lotharingie, avec la légende "Fondateur de Bruxelles vers l'an 976". Lithographie d'époque romantique, imprimée aux environs de 1850, qui concrétisait l'opinion de la plupart des historiens bruxellois.

La plupart des historiens de Bruxelles, depuis le XIXe siècle jusque dans les années 1980, de Alexandre Henne et Alphonse Wauters à Guillaume Des Marez, Paul Bonenfant et Mina Martens, ont fait commencer l'histoire de Bruxelles à Charles de Basse-Lotharingie et au castrum qu'il y aurait construit.
En 1997, cette théorie a été radicalement rejetée par Georges Despy (1997).
Ces historiens se basent sur les récits des chroniqueurs du Moyen Âge unanimes, tels que Émond de Dynter, en latin Emondus Dynterus (1445), Petrus a Thymo (Peter van der Heyden) (1450), et même les chansons de gestes (comme van Heelu). Ils considèrent Charles de Basse-Lotharingie comme le fondateur de la ville de Bruxelles.
Ainsi, le chroniqueur Petrus a Thymo écrit : « Sane gloriosus dux iste Karolus, principale suum domicilium tenuit Bruxelle in palacio proavorum suorum, pro tunc sito inter duo brachia fluminis Senne prope ecclesiam sancti Gaugerici que tunc fuit capella ducis », c'est-à-dire : « Assurément, ce glorieux duc Charles, posséda sa résidence principale à Bruxelles dans le palais de ses ancêtres, qui à ce moment était situé entre deux bras de la rivière Senne près de l'église Saint-Géry qui alors était la chapelle ducale ». 
Cette histoire était bien établie chez les clercs et de même chez les poètes comme Jan van Boendale (1316) dans ses Gestes du Brabant (Brabantsche Yeesten) s'en font l'écho dans ce poème en vers thiois, ayant comme source des chroniques latines aujourd'hui disparues : 
Dans les Brabantsche Yeesten de Jan van Boendale (fin du XIVe siècle), on trouve le passage suivant :
tusschen twee armen van der Sinnen [entre deux branches de la Senne]
sine woninghe alsoe men weet [(il y avait) sa maison, comme on le sait]
dat nu tsinte Gurycs heet [ce qu'on appelle maintenant (l'église) Saint-Géry]
dat was sine capelle, die hi dede maken [était sa chapelle, ce qu'il faisait construire]
L'expression alsoe men weet nous donne l'impression qu'il s'agissait d'une croyance commune de son temps.
Au XVIIe siècle, à l'époque où écrivait Jean-Baptiste Gramaye, il y avait encore des ouvrages manuscrits, qui de nos jours ont disparu. Ainsi une des sources de Gramaye, qui parle de castrum était l'écolâtre Reynier le Wallon (Reynerus de Wael) dit de Bruxelles, comme il l'écrit lui-même : "Reynerus Scholarcha in Poemate de Initio Urbis". Un poème latin sur l'origine de Bruxelles a disparu.

## Critique des sources écrites
Les travaux d'Adriaan Verhulst, ont remis en cause le rôle central systématique des castrum dans la fondation des villes de nos régions, mais ne nient pas que ce rôle ait pu être rempli dans certaines circonstances. Ainsi, Chloé Deligne (p. 50-51) accepte cette fondation au départ d’un donjon seigneurial pour Braine-le-Comte et précise « l’implantation comtale eut des répercussions majeures sur la structure et le développement de l’agglomération », ce qui serait refusé pour Bruxelles.
Comme c'est toujours le cas pour le bas Moyen Âge où manquent cruellement les écrits, l'on ne peut se fier qu'aux textes ultérieurs et aux généalogies qui toutes se confirment l'une l'autre.
Ces documents, écrits plus de 300 ans après les faits, comme c'est le cas de presque tout ce qui touche aux événements d'avant le XIe siècle, doivent donc être considérés avec réserve et prudence comme le savaient mieux que quiconque les grands médiévistes que furent les Wauters, les Des Marez et les Bonenfant. Écrits à une époque où la morphologie de la ville n'était déjà plus celle des origines, il n'est pas impossible que ces chroniqueurs aient été influencés par le type de constructions dont ils avaient connaissance et par le sens que le mot castrum avait de leur temps c'est-à-dire un château-fort et non pas un camp militaire palissadé de pierre ou de bois comme du temps de Charles de France.
D'ailleurs le fait qu'un évènement soit raconté trois cents ans après les faits ne prouve pas qu'il est faux, ainsi qui met en doute que Marseille ait été fondée au VIe siècle av. J.-C. par les Phocéens alors que le témoignage de Strabon (IIIe siècle apr. J.-C.) a été écrit neuf siècles après les faits ?
Aucune source écrite d'époque n'a permis de corroborer les dires des chroniqueurs ni d'établir avec certitude l'existence de ce castrum ni son lieu d'implantation. Mais il est difficile d'évoquer cette période en faisant purement et simplement table rase des écrits médiévaux ultérieurs.
D’ailleurs, comment connaissaient-ils l’existence de ce souverain insignifiant voire peu glorieux que fut Charles de France ? 
Un authentique flagorneur aurait « inventé » un personnage bien plus magnifique que celui-là s’il avait voulu donner des lettres de noblesse à la naissance de Bruxelles.
Mais cet état de la question ne peut ni être barré d'un trait de plume, ni être omis par ceux qui le révoquent en doute, ce qui serait présenter au public un dossier tronqué.

## La critique actuelle de cette thèse classique
Comme le résume Chloé Deligne
"Une des grandes polémiques historiographiques concernant Bruxelles consiste à déterminer si Charles de France, duc de Basse Lotharingie, descendant carolingien, vint ou non établir son château dans le fond de la vallée de la Senne à la fin du Xe siècle. G. Des Marez, puis P. Bonenfant, dans la lignée des théories "pirenniennes", firent du rôle militaire l'élément clef du développement de Bruxelles et ne doutaient pas que le castrum fût établi dans l'île Saint-Géry. P. Bonenfant, participant à plusieurs reprises à l'élaboration de ce dossier, s'essaya à préciser la structure du castrum post-carolingien."
Récemment, vu les témoignages tardifs concernant le castrum, des historiens comme Georges Despy et Chloé Deligne, mettent en doute la présence de Charles de France et son castrum.
Si l’on escamote ce que disent ces chroniqueurs en se contentant de les soupçonner d'avoir voulu gonfler les origines des ducs de Brabant et de Bruxelles, pourquoi ne mettre en doute que ce qu’ils disent des origines de Bruxelles et ne pas rejeter la totalité de leur témoignage ?
Ainsi, Chloé Deligne, dans la lignée des théories de Georges Despy, dans son livre Bruxelles et sa rivière, Brepols, 2003, donne une origine purement fluviale et commerciale à Bruxelles.
Ce livre qui est remarquable et original en ce qui concerne les rapports de Bruxelles avec sa rivière, l'histoire des moulins, des maîtres poissonniers, le pouvoir que confère la domination des eaux et des fontaines, consacre également de longs développements sur l'origine de Bruxelles "sortie des eaux" qui sont étudiés ici.
Cette auteur utilise pour établir sa thèse les méthodes du structuralisme historique qui consiste à utiliser une "grille de décryptage" ou schéma prédéfini. Il y a lieu de « mettre en évidence un nouveau schéma de développement territorial » (page 82).
Toutefois elle admet que ce schéma a des lacunes : « ce schéma reste à parfaire ou à nuancer » (p. 82) et page 61 : « en l’état, la recherche ne permet donc pas de résoudre l’énigme du dossier primitif à Bruxelles ».
Cette auteur projette, en effet, sur les débuts de Bruxelles un schéma socio-économique préétabli semblable à celui qui est rencontré dans d'autres villes portuaires.
En escamotant la tradition des chroniqueurs, les partisans de cette nouvelle théorie sont obligés de créer toutes sortes d’hypothèses, dont nous citons quelques-unes :
- Cette auteur va jusqu'à modifier, pour faire correspondre la réalité à son schéma, le lieu de naissance de Bruxelles qu'elle fait naître à Molenbeek ou bien (p. 62) elle dit "croire profondément" "qu'à la conception d'une ville née d'un berceau unique dans une paroisse unique, il faut substituer une conception de coexistence et même de concurrence de plusieurs centres d'habitats en extension" projetant là le schéma de Adriaan Verhulst concernant la naissance des villes en Europe du nord-ouest.

- Page 73 : « Dans le cas de Bruxelles, quel aurait pu être cet acte fondateur ? Réponse : la création d’un bras artificiel de la Senne.

- Ainsi (p. 79) « au Xe siècle un hameau répondant au nom de Broecsele se développe non loin des rives du Broek(beek)". (Ce qui suggère au lecteur d’une façon subliminale une nouvelle origine étymologique du mot Bruxelles !)

- De même (p. 73) en ce qui concerne le lieu-dit bruxellois « Borgval » (souvent écrit Borgwal) qui est un décalque du latin « burgi vallum », « burgi circumvallatio ») (Comme le dit très justement Bonenfant, le mot vallum ne signifie ni un mur, ni une digue mais est un mot militaire signifiant « circonvallation », « fossé ou vallée entourant un château » ce que Henne et Wauters traduisent « le retranchement du château »). Chloé Deligne s’en tenant à son schéma directeur, prétend que ce mot signifierait « mur maçonné le long de l’eau » ou encore « terrain le long des berges », (p. 73) sens qui n’est attesté par aucun glossaire, ni celui de Dieffenbach ni de Ducange, et qui relève donc d’une simple interprétation personnelle.

- Quant au mot « Borch » qui fait allusion à un château, selon Paul Bonenfant, il signifierait selon Chloé Deligne à cette époque (ibidem p. 73) un « noyau d’habitat » (Remarquons à nouveau que Laurentius Diefenbach, Glossarium latino-germanicum mediae et infimae aetatis e codicibus manuscriptis et libris impressis, Francfort, 1857, donne uniquement à burgus les correspondants : castrum, ein burg, vest, purg, purck, borg, borch, ein burgfestunge, borg weysong, eyn borchuetinge, kleini vesti, castel, et jamais le sens de « noyau d’habitat ».

- Selon ce livre encore, de ce noyau urbain primitif aurait émergé la famille de Bruxelles alliée à la famille d'Aa (mot qui effectivement signifie eau) connue comme importante famille seigneuriale qui donc, selon cette théorie, serait issue des premiers artisans établis dans le borch. Mais cela ne correspond pas au statut social de la maison de Bruxelles et d'Aa qui sont manifestement d'origine noble.

- Par la suite on en arrive à l’étape finale de ces hypothèses : (p. 80) à partir de 1150, avec des aménagements du site difficiles à préciser, parmi lesquelles la « création » des îles de la Senne qui seraient donc artificielles ! jusqu’à l’aménagement du « forum inferius » (p. 80)[4] (le Nedermerct ou Grand-Place).

- Et, pour renforcer sa thèse elle propose que le broeckbeek rivière insignifiante, aurait été détourné et canalisé.

Comme on le voit cette hypothèse nouvelle d’une ville née de l’eau exige de nombreuses adaptations du terrain (les îles de la Senne seraient artificielles) ! et du vocabulaire.
En outre, cette thèse n'explique pas qui exerçait à Bruxelles la puissance publique nécessaire à la sécurité du commerce.

## L'atelier monétaire bruxellois auXesiècle
L'un des arguments invoqués pour prouver le séjour à Bruxelles d'un souverain important est l'existence à cette date d'un atelier monétaire frappant des deniers de type carolingien, portant la légende BROCSA. Ces pièces sont contemporaines, selon Paul Bonenfant, de l'installation de Charles de France à Bruxelles. Selon ce même Paul Bonenfant, elles y ont été frappées dans le lieu où il établira le centre de sa puissance militaire en tant que duc de Basse-Lotharingie.

## Les fouilles archéologiques
Un des principaux arguments de ceux qui dans le sillage de Georges Despy contestent tant le castrum que sa construction par Charles de France à Bruxelles est l’absence de trouvailles archéologiques.
Il est pourtant inexact de prétendre qu'aucune fouille archéologique n'ait jamais révélé la moindre trace du fameux castrum. En effet, des substructions de l'enceinte remaniée du castrum, claveaux en grès lédiens, qui ont été inclus dans l'ancienne porte du Lion démolie en 1594, ont été découverts en 1972. (Voir, Archives de la Ville de Bruxelles, Fonds iconographique, cliché C 12.490 et suivants).
D'ailleurs cet argument de l’absence de trouvailles archéologiques peut également être retourné contre les partisans de cette nouvelle théorie, car jamais aucune fouille archéologique n'a démontré l'existence de restes de maisons d'un hameau primitif au Xe siècle (le borch) établi à côté du broekbeek, ni de digues maçonnées (le wal) ni de travaux de détournement de la Senne (alors appelée la Braine), chose d'ailleurs fort malaisée à une époque de technique rudimentaire.

## La célébration du millénaire de Bruxelles
Cette fondation traditionnelle datée par le gouvernement bruxellois à l'an 979, a fait l'objet d'une célébration officielle en 1979 à l'occasion des cérémonies du millénaire de Bruxelles.
Même s'il n'est pas douteux que ce prince carolingien fut de langue romane.